# Kjeld Løfting
Kjeld Henrik Løfting (21. september 1950 – 5. november 2006) var en dansk skuespiller.
Løfting blev student fra Rødkilde Amtsgymnasium i 1969 og efter at have boet i udlandet i flere år uddannet skuespiller fra Statens Teaterskole i 1977. Senere læste han økonomi og administration ved Handelshøjskolen i København.
Efter at have turneret med teatergruppen Turnus og medvirket i flere film, blev han i 1990 leder af Huset i Magstræde i København. Under hans ledelse etableredes Salon K på stedet, der blev rammen om mange foredrag, debat- og musikarrangementer. Løfting var en årrække formand for Dansk Kunstnerråd. Han dannede senere organisationen Momentum Europa.

## Filmografi
- Vinterbørn (1978)
- Attentat (1980)
- Gummi Tarzan (1981)
- Slingrevalsen (1981)
- Rami og Julie (1988)
- De frigjorte (1993)

### Tv-serier
- En by i Provinsen (1977-1980)
- Matador (1978-1981)